# Burg Châteauneuf-en-Auxois

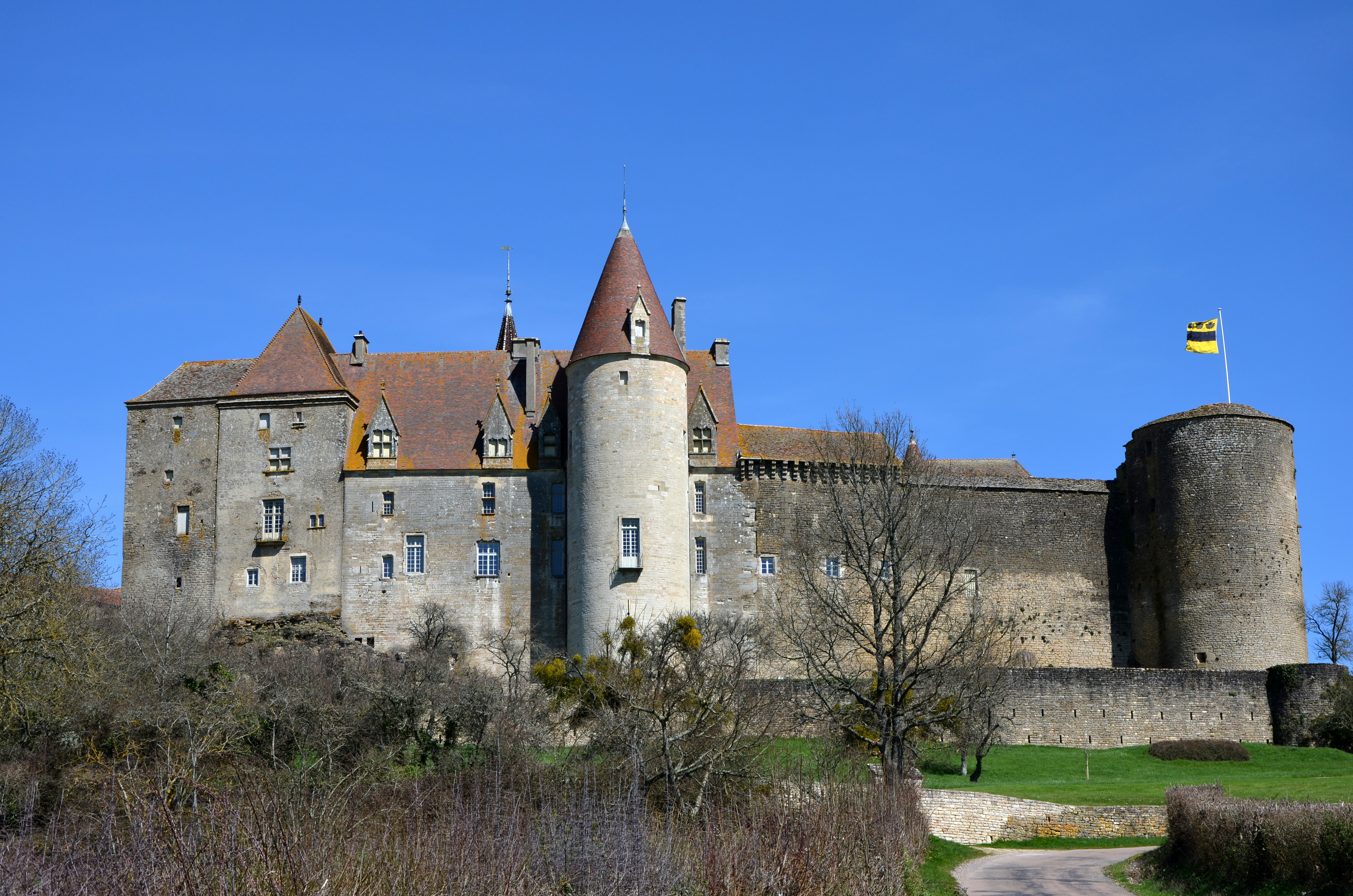
Östliche Ansicht der Burg Châteauneuf

Die Burg Châteauneuf-en-Auxois (französisch Château de Châteaufneuf-en-Auxois), kurz auch nur Burg Châteauneuf genannt, ist eine Spornburg im gleichnamigen Ort des französischen Départements Côte-d’Or. Die Anlage steht auf dem Plateau eines 475 Meter hohen Felsens rund einen Kilometer östlich des Canal de Bourgogne und überragt die Landschaft des Auxois. Sie gilt als eines der besten Beispiele für burgundische Militärarchitektur des Spätmittelalters und diente zur Sicherung der umliegende Ebene sowie der Straße von Dijon nach Autun.
Die um 1175 errichtete Burg wurde im Laufe des 13. bis 15. Jahrhunderts immer wieder verändert und ausgebaut, bis sie schließlich im 18. Jahrhundert ihre heutige Gestalt besaß. Ihre Besitzer stammten zum Teil aus den mächtigsten Familien Frankreichs, z. B. den Adelsgeschlechtern Pot, Montmorency oder Vienne. Seit Anfang 2008 befindet sich die Burg im Eigentum des Regionalrats von Burgund (französisch Conseil régional de Bourgogne) und steht seit dem 10. Dezember 1894 als Monument historique unter Denkmalschutz. Sie kann täglich außer montags entgeltlich besichtigt werden.

## Geschichte
Auf Veranlassung Jean de Chaudenays, von dessen eigener, etwas südlicher gelegener Burg heute nur noch Ruinen existieren, wurde in der zweiten Hälfte des 12. Jahrhunderts ein Teil von seiner Seigneurie abgetrennt. Dieser Teil wurde Châteauneuf benannt und an seinen jüngeren Sohn Jean gegeben. Zuvor hatte der Vater für ihn aber noch eine erste, einfache Burg am heutigen Ort errichtet, die als castrum novum bezeichnet wurde. Dabei handelte es sich um einen fast quadratischen Wohnturm aus Stein, den sein Sohn um 1175 bezog. Er nannte sich fortan Jean de Châteaufneuf. Pierre I. de Châteauneuf erweiterte den bestehenden Bau in der ersten Hälfte des 14. Jahrhunderts um eine Ringmauer und einen Halsgraben zum Schutz gegen englische Truppen, die im Zuge des Hundertjährigen Kriegs durch Burgund zogen. Die kleine Anlage nahm damit etwa den nördlichen bis zum heutigen Tor reichenden Burgbereich ein. Sein Enkel Simon de Châteauneuf und dessen Sohn Poinçot vergrößerten den Burghof nach Südosten um einen etwa quadratischen Bereich und umgaben die gesamte Burganlage mit einer neuen Ringmauer. Um 1420 ließ Guy(ot) de Châteauneuf südlich an den Wohnturm ein kleines Logis im Stil der Spätgotik anbauen. Seine Tochter Catherine war die letzte ihrer Familie, welche die Burganlage bewohnte. Sie starb 1465 auf dem Scheiterhaufen, weil sie ihren zweiten Mann Jacques d’Aussonville vergiftet hatte.

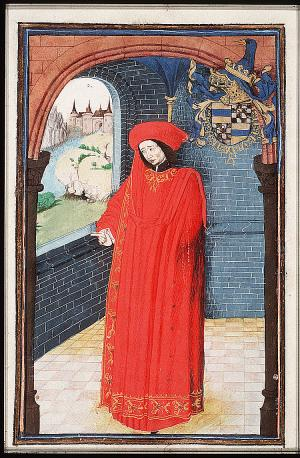
Philippe Pot (hier eine Abbildung aus dem Wappenbuch des Ordens vom Goldenen Vlies) ließ die Burg Châteauneuf maßgeblich erweitern.

Herzog Philipp der Gute zog ihren Besitz ein und gab ihn im April 1457 seinem Kanzler und späteren Großseneschall von Burgund Philippe Pot, Herr der Burg La Rochepot. Dieser nahm diverse Umgestaltungen und Erweiterungen der Burganlage vor. Er verstärkte die Ringmauer mit Türmen, die alle von schlanken Treppentürmen erschlossen werden. Zwei davon bewachen das von ihm neu angelegte Portal im Nordosten. Zeitgleich ließ Pot ein prachtvolles neues Logis, heute Großes Logis (französisch Grand Logis) genannt, an das alte der Châteauneufs anfügen und eine Burgkapelle errichten. Letztere wurde 1481 eingeweiht. Der Bau eines weiteren Gebäudes, das sich im südlichen Bereich an die östliche Ringmauer anlehnt, komplettierte die Anlage. Vermutlich stammt von ihm auch das nur über eine Zugbrücke erreichbare Tor im Südosten. Nach dem Tod Philippe Pots 1493 erbte sein Bruder Guyot die Burg. Dessen Sohn Regnier starb kinderlos, sodass der Besitz an seine Schwester Anne Pot kam. Sie war seit 1484 mit Guillaume, baron de Montmorency, verheiratet und brachte die Anlage an diese einflussreiche Familie. Die Witwe ihres Sohnes Anne, des Connétable von Frankreich, schenkte die Burg ihrem drittgeborenen Sohn Charles. Dessen militärische Karriere im Dienste Frankreichs brachte es mit sich, dass er sich kaum auf seiner Burg aufhielt und sie deshalb von einem Getreuen namens La Villeneuve verwalten ließ. Dieser konnte sie 1590 während der Hugenottenkriege erfolgreich gegen eine Belagerung durch Jacques Chabot, Marquis de Mirebeau, verteidigen. Charles de Montmorency hinterließ den Besitz bei seinem Tod 1612 seiner Nichte Madeleine, der einzigen Tochter von Charles’ Bruder Guillaume de Montmorency, seigneur de Thoré. Aus deren Ehe mit Henri de Luxembourg, Herzog von Piney und Fürst von Tingry, entstammten die zwei Töchter Marguerite-Charlotte und Marie-Liesse, welche die Anlage 1627 für 66.000 Livres an Charles de Vienne, Graf von Commarin, verkauften.
Der neue Besitzer ließ diverse Räume des Grand Logis entsprechend dem Zeitgeschmack umgestalten und dessen Hoffassade verändern. Dazu gehörte zum Beispiel das Einsetzen neuer Fenster und der Umbau des kleinen Portals zu seiner heutigen Gestalt. Die Familie de Vienne blieb bis 1767 im Besitz des Anwesens, jedoch wurde es lange Zeit nicht regelmäßig bewohnt und verfiel allmählich. Wegen finanzieller Probleme veräußerte Louis-Henri de Vienne die Burg Châteauneuf für 340.000 Livres an den Pariser Bankier Jean Pâris de Montmartel. Aber schon 1783 wechselte die Anlage erneut den Besitzer, denn die Erben von Jean Pâris’ kinderlos verstorbenem Sohn Armand Pâris mussten sie für 370.000 Livres an Jacques François de Damas, Marquis von Antigny, verkaufen, um Armand Pâris’ Schulden begleichen zu können. Adélaide Louise Zéphirine, die Erbtochter von Jacques François’ Sohn Charles, brachte die Burg durch ihre 1802 geschlossene Ehe mit Charles-François de Vogüé an dessen Familie.
Im 19. Jahrhundert fand eine erste Restaurierung der Bauten statt. Dabei wurde die Vertäfelung der Kapelle in das Schloss Commarin transferiert, das ebenfalls der Familie Vogüé gehörte. Außerdem fand der Einbau einiger spätgotischer Kamine im Grand Logis statt. Sie stammten ursprünglich aus dem Schloss von Courcelles-lès-Semur. Im Jahr 1902 folgte eine zweite Restaurierung unter Charles Suisse. Charles de Vogüé schenkte den Besitz im Jahr 1936 dem Staat. Der ließ dort während des Zweiten Weltkriegs die wichtigsten 912 Exponate aus dem Musée des Beaux-Arts von Dijon sowie die wertvollsten Bestände der Dijoner Bibliothek und des Département-Archivs aufbewahren, um sie vor Kriegseinwirkungen zu schützen. Seit dem 1. Januar 2008 ist der Regionalrat Burgunds Eigentümer der Burg. Er ließ seitdem weitere Restaurierungen und Instandsetzungsarbeiten vornehmen.

## Beschreibung

Grundriss der Burg

Burg Châteauneuf-en-Auxois ist eine der wenigen burgundischen Anlagen, die ihre mittelalterlichen Wurzeln bewahren konnten. Diese Unverfälschtheit ist sehr selten, denn meist wurden Burgen im Burgund während der Renaissance grundlegend verändert oder sogar gänzlich niedergelegt. Die Anlage misst in etwa 70 Meter in der Länge und ist bis zu 35 Metern breit. Das Ensemble besteht aus einem Wohnturm aus der Zeit um 1175, zwei Logis, einer Burgkapelle und einem Torbau, die von einer mit Türmen verstärkten Ringmauer umgeben sind. Als Baumaterial wurden behauener Kalk- und Bruchstein verwendet. Die Anlage ist im Norden und Osten durch einen in den Fels gehauenen Halsgraben von der Ortschaft getrennt. Überquert werden konnte dieser einst mittels zweier Zugbrücken, die zu den befestigten Eingängen der Burganlage führten. Nur eine der beiden Brücken blieb funktionstüchtig erhalten. Über sie ist der Eingang im Nordosten zu erreichen. Er wird von zwei massiven, viergeschossigen Türmen mit Schießscharten und hufeisenförmigem Grundriss flankiert. Ihr Kellergeschoss besitzt ein Kuppelgewölbe. Über dem Torbogen finden sich die Überreste des steinernen Wappens Philippe Pots, das während der Französischen Revolution – wie alle übrigen Wappendarstellungen an der Burg – gewaltsam zerstört wurde. Von dem zweiten Burgeingang im Süden sind nur noch die vermauerte Portalöffnung und die Pfeiler der Zugbrücke erhalten. An der östlichen Außenseite existieren noch die Maschikulis aus der zweiten Hälfte des 15. Jahrhunderts, die vom einstigen Wehrgang aus erreichbar waren.
Im südöstlichen Teil der Burghofs steht die Ruine des sogenannten Logis Philippe Pots (französisch Logis de Philippe Pot), auch Logis d’hôtes genannt. Wahrscheinlich wurde dieses Gebäude in den Wirren der Französischen Revolution zerstört. Seine Fassade mit gotischem Kielbogen über der Tür zeigt Ähnlichkeiten zu der des Herzogspalasts von Dijon. Eine architektonische Besonderheit ist sein innenliegender Treppenturm. Das zweigeschossige Gebäude erhielt 1983 ein neues Dach, um die noch erhaltene Bausubstanz zu schützen. Die monumentalen Kamine in seinem Inneren deuten darauf hin, dass dieses Gebäude früher die Burgküchen beherbergte.
Der älteste Teil der Burganlage steht in deren nördlichem Zipfel. Es handelt sich dabei um den viergeschossigen Wohnturm, der von einem Walmdach bedeckt ist. Früher besaß lediglich sein oberstes Stockwerk Fenster, die übrigen Etagen wurden nur durch schmale Lichtschlitze beleuchtet. Die heutigen Fenster wurden erst in der Zeit des Barocks ausgebrochen. Original ist hingegen der noch erhaltene Hocheingang im ersten Geschoss, der über eine Außentreppe erreichbar ist.
Als Hauptwohnflügel diente das Große Logis im Stil des Flamboyants, das sich im Westen an die Ringmauer anlehnt. Es besteht aus einem älteren und einem daran im 15. Jahrhundert angefügten neueren Teil. Die Nahtstelle der beiden Bauten ist durch einen achteckigen Treppenturm verdeckt, dessen repräsentatives Portal durch einen Kielbogen geschmückt ist. Aus diesem Grund steht der Turm auch nicht – wie sonst zu seiner Bauzeit üblich – mittig vor der Fassade. Die profilierten Kreuzstockfenster im Obergeschoss stammen aus dem 17. Jahrhundert. Im Erdgeschoss des Großen Logis befindet sich der Wachensaal (französisch Salle des gardes), auch Großer Saal (französisch Grande salle) genannt. Der Raum mit Balkendecke besitzt einen großen Kamin aus dem 15. Jahrhundert, der früher das Wappen Philippe Pots trug. Erhalten ist an ihm das Motto des Seneschalls Tant L Vault. Im Obergeschoss des Logis finden sich vornehmlich Wohnräume, deren Mobiliar aus der Zeit der Gotik, Renaissance und des 18. Jahrhunderts stammt. Ein besonderes Ausstattungsstück ist die siebenteilige Serie von flämischen Tapisserien, die Stationen im Leben Moses zeigen.
Südlich schließt sich dem Großen Logis eine gotische Kapelle an. Sie ist Maria und dem heiligen Johannes geweiht. Ihre Wände sind mit Tempera in den Farben der Familie Pot ausgemalt: Schwarz und Rot. Dazwischen finden sich auf hellen Streifen Fresken mit den Abbildungen von Jesus Christus und der zwölf Apostel. Sie werden Pierre Coustain zugeschrieben. In der Kapelle ist seit den 1990er Jahren eine Nachbildung des Grabmals Philippe Pots aufgestellt, dessen Original aus dem 15. Jahrhundert im Louvre gezeigt wird.

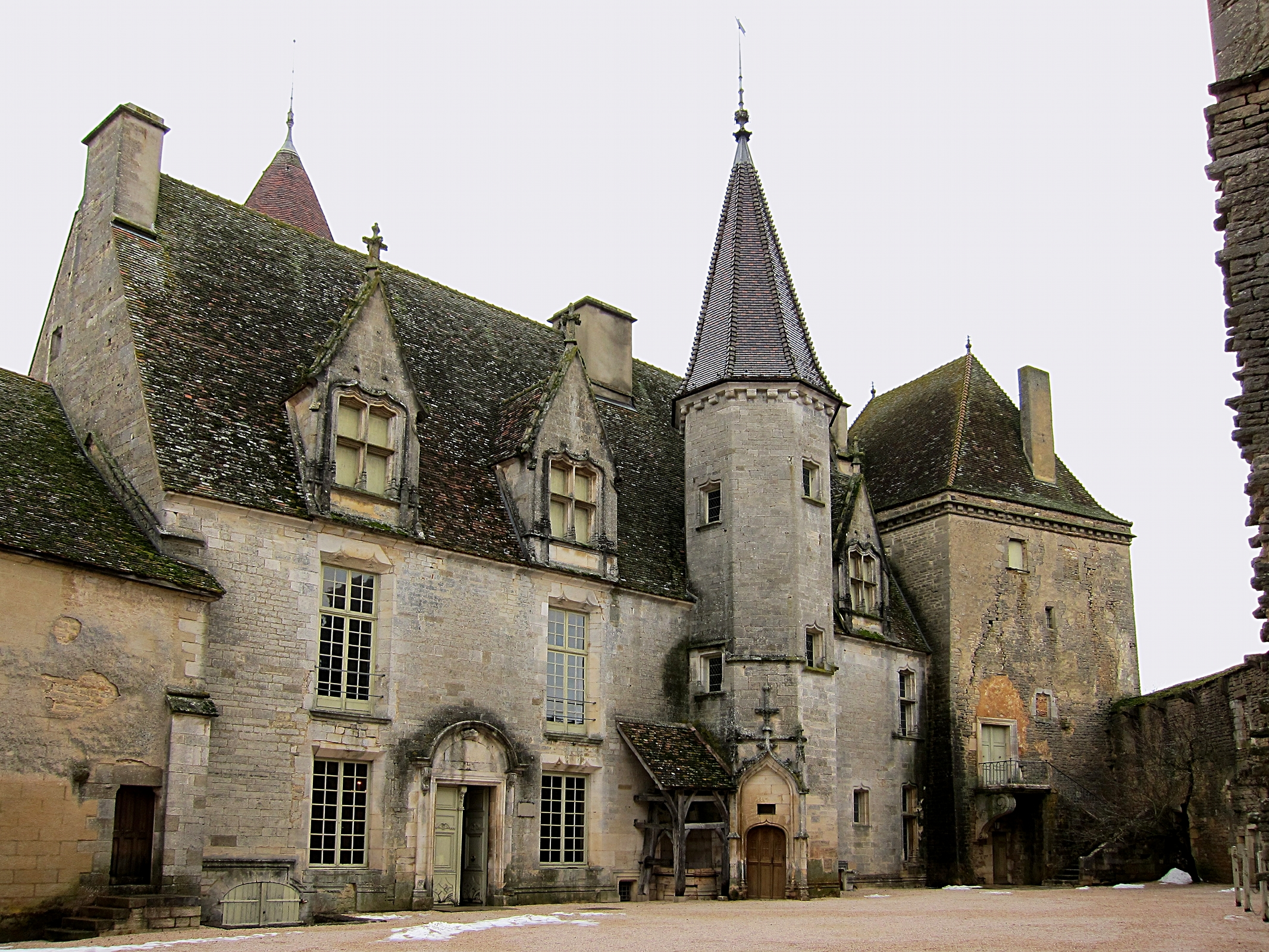
Das Große Logis samt Treppenturm und altem Logis
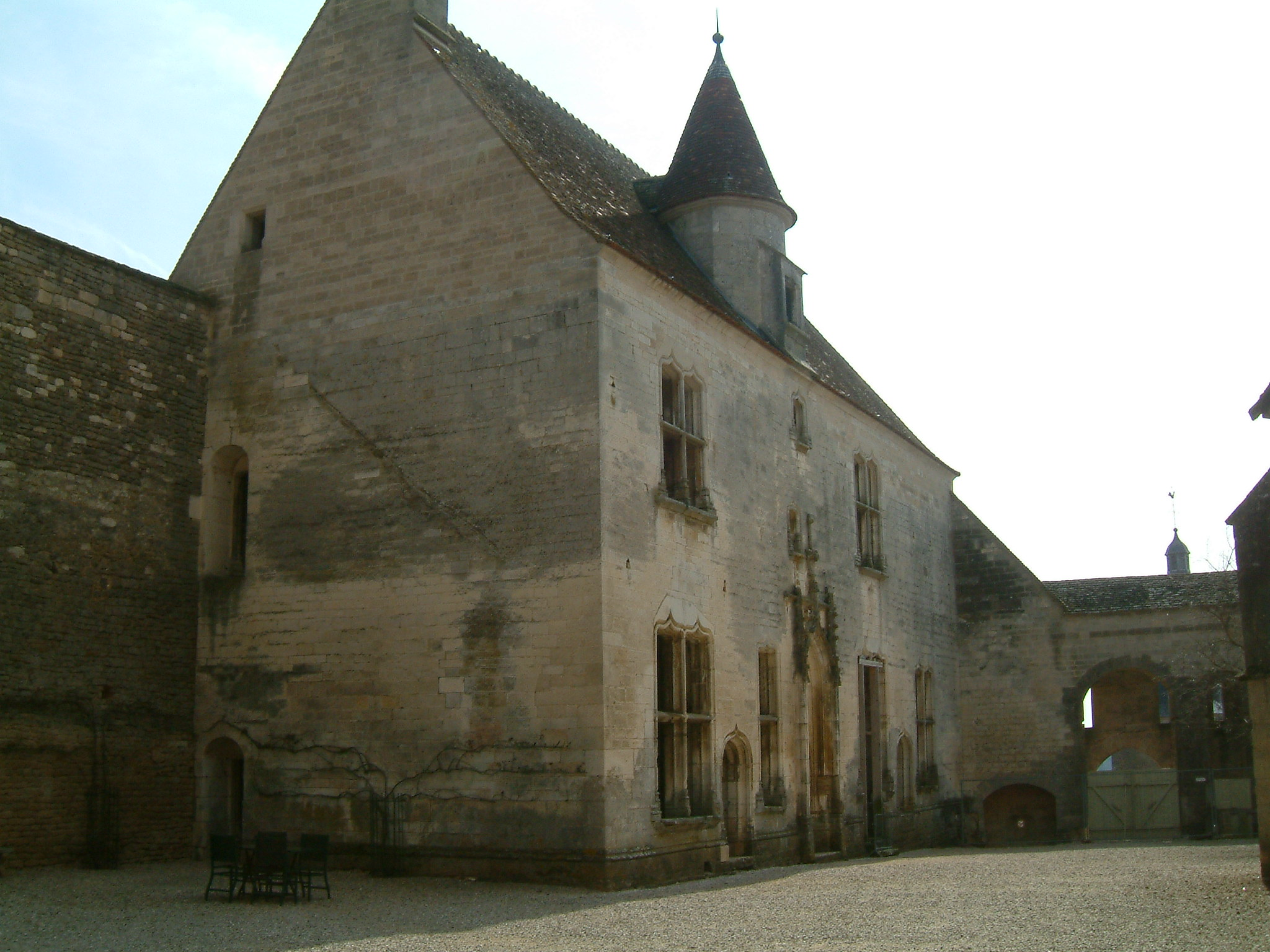
Das Logis Philippe Pots
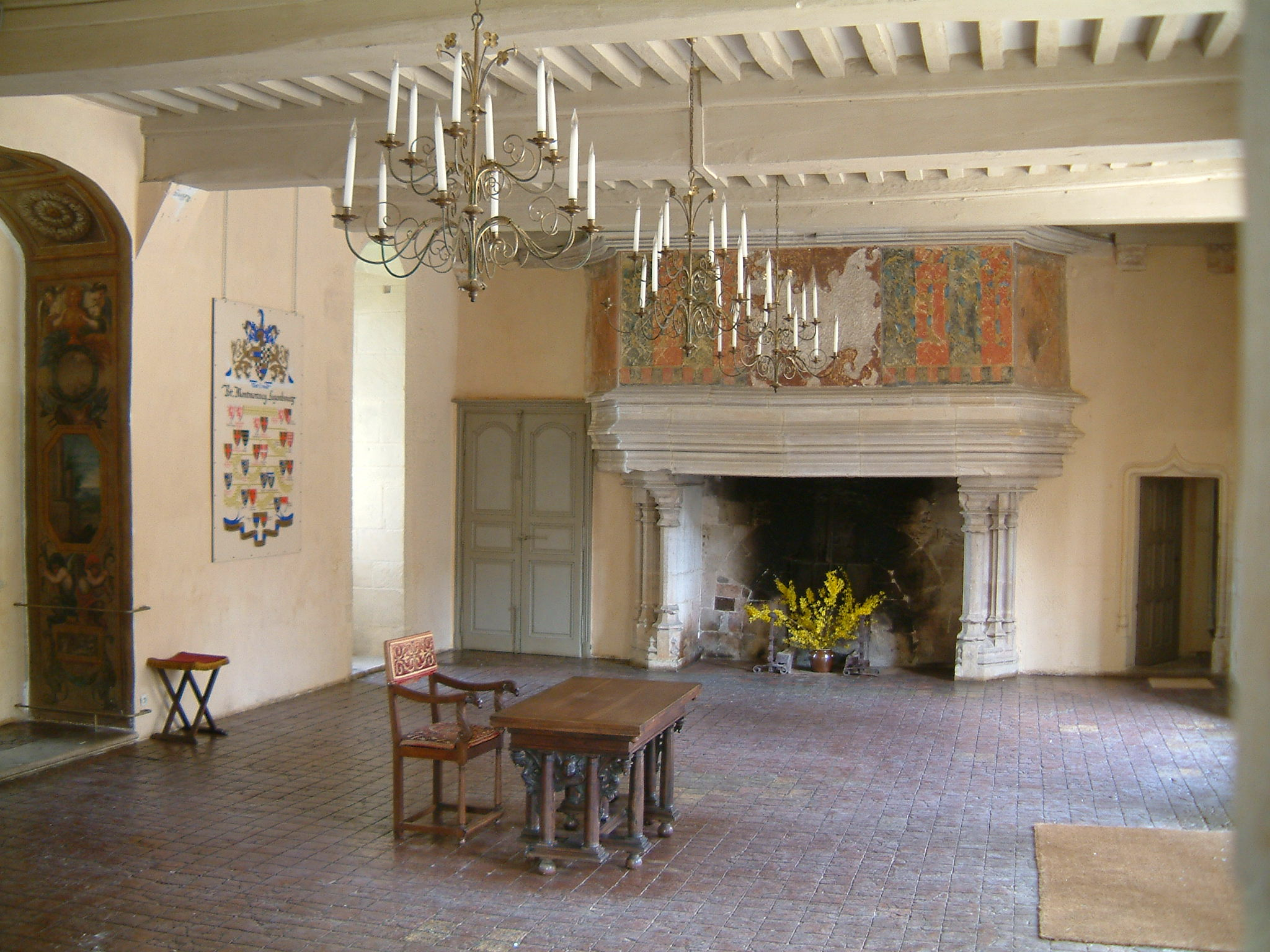
Der Wachensaal im Großen Logis
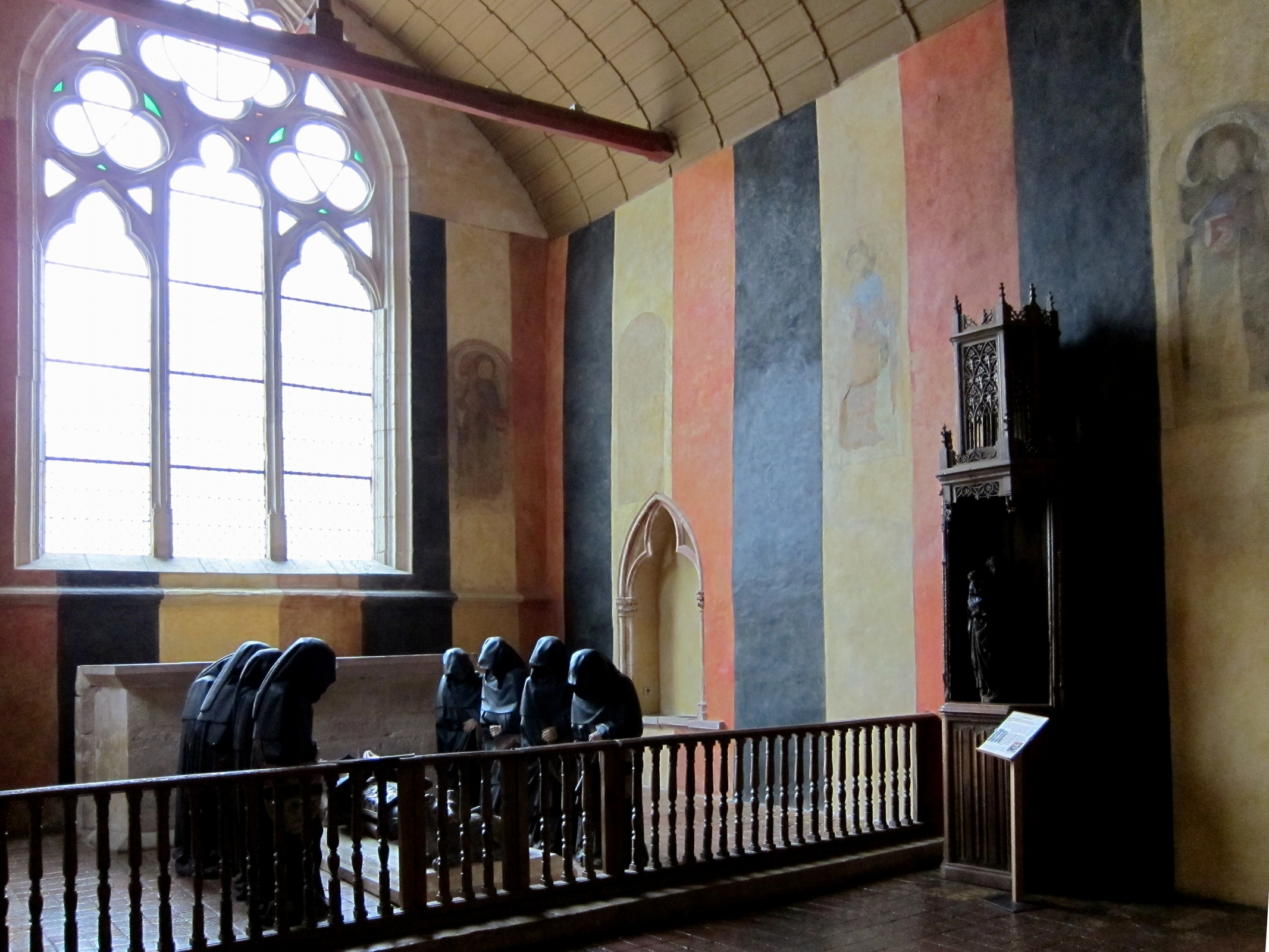
Burgkapelle mit der Replik des Grabmals Philippe Pots